# Nintendo Entertainment System
Nintendo Entertainment System (NES pe scurt) este o consolă de jocuri pe 8 biți, lansată de Nintendo în Japonia în  1983, în SUA în 1985, și în Europa în 1987. A fost prima consolă de jocuri produsă de Nintendo,  și s-a bucurat de un succes mare atât în Japonia, cât și pe piața internațională. În Japonia este cunoscută sub numele ' Family Computer (ファミリーコンピュータ Famirī Konpyūta?) sau Famicom (ファミコン Famikon?). În Coreea de Sud sistemul a fost oferit sub licență firmei Hyundai Electronics care a lansat consola sub numele de Comboy (컴보이)

## Istoric
Înainte de NES, Nintendo a avut succes cu jocuri electronice pentru arcade și console portabile și a dorit să își încerce norocul și în industria de console de jocuri pe televizor, fiindcă piața de console s-a bucurat de un mare ritm de creștere în acel timp. NES a fost lansat pe 15 iulie 1983 în Japonia, acompaniat de jocuri precum Donkey Kong și Donkey Kong Jr.. La început NES a fost criticat pentru calitatea slabă a produsului, dar Nintendo a rezolvat problemele, după care popularitatea produsului a crescut imens și NES s-a vândut mult mai bine decât Sega Master System, cel mai important concurent.
După succesul obținut în Japonia, Nintendo a lansat NES în SUA. Inițial a fost lansat doar în New York City, dar deoarece s-a dovedit un succes uriaș acolo, a fost lansat rapid în toată țară. Doi ani mai târziu, a ajuns și în Europa. La începutul anilor 1990 însă, NES a suferit din cauza concurenței puternice din partea Sega Mega Drive și chiar a unei noi console de la Nintendo, Super Nintendo Entertainment System. Popularitatea NES-ului a scăzut, dar consola a supraviețuit până în 1995. În prezent, NES este cea mai vândută consolă din toate timpurile, cu 60.000.000 de console vândute (eroare. Ps2 are aprox. 150 milioane unitati vandute). Cel mai vândut joc a fost Super Mario Bros..

## Jocuri
Multe dintre seriile cele mai cunoscute ale firmei Nintendo au debutat pe NES, precum seriile The Legend of Zelda și Mario. În total, NES a găzduit mai mult de 600 de jocuri, acestea incapand pe un card Micro SDHC de aproximativ 40 de ori.